# Kurt Dunder
Kurt Dunder er en dansk tegneserie i ligne claire-stil, skrevet og tegnet af Frank Madsen. Hovedpersonerne er den piberygende eventyrer Kurt og hans ven Bill Milton, som sammen med aben Attila rejser verden rundt og opklarer de særeste gåder og mysterier. 
Udgivet på dansk:
1. Kurt Dunder i Afrika (Carlsen, 1991)
2. Kurt Dunder på Grønland (Carlsen, 1994)
3. Kurt Dunder i Tyrol (Carlsen, 2000)

2002-03 udkom tegneseriehæftet Kurt Dunder & Kompagni, der indeholdt historien Kurt Dunder & Nanobotterne.  
Der eksisterer også en 6 siders Kurt Dunder-historie, Den månesyge Mumie, som blev offentliggjort i 1993 i antologien Gale Streger nr. 6. Den var skrevet af Ingo Milton, layoutet af Frank Madsen og tegnet af Sussi Bech. 
September 2008 lancerede mobiltjenesten Catooz Arkiveret 27. maj 2009 hos  Wayback Machine Kurt Dunder-serien som interaktiv mobiltelefon-tegneserie i Norden og Tyskland/Østrig. 
I 2009 bragte den svenske gratisavis Nya Upplagan den 4-siders historie Kurt Dunder: Kalla mig Ishmadunder! skrevet af Peter Becher og tegnet af Frank Madsen. 
I 2015 udsendte forlaget Eudor albummet Kurt Dunders korte bedrifter: Den månesyge Mumie, der indeholdt Den månesyge Mumie, Kald mig Ishmadunder! og den 24-siders tegneseriemarathon-historie Kurt Dunder & Nazi-guldet.
Udgivet på engelsk:
1. Kurt Dunder in Tirol (Eudor, 2000)
2. Kurt Dunder in Africa (Eudor/Amazon, 2015)